# Studierendenwerk Oberfranken
Das Studierendenwerk Oberfranken ist das zuständige Studierendenwerk für die Universität Bayreuth, Hochschule Amberg-Weiden, Hochschule Coburg, Hochschule Hof und die Hochschule für evangelische Kirchenmusik Bayreuth.

## Geschichte
Das 1978 als Anstalt des öffentlichen Rechts gegründete Studentenwerk Oberfranken betreut mit 200 Mitarbeitern Studierende der Hochschulen in Bayreuth, Coburg, Hof, Amberg, Weiden und Münchberg. Seine Serviceleistungen in wirtschaftlichen, sozialen und kulturellen Bereichen unterstützen in allen Lebenslagen und reichen von der Mensaverpflegung, der Bereitstellung von Wohnraum, der Studienförderung bis hin zu Kinderbetreuung und Beratungsangeboten. Derzeit nutzen rund 25.000 Studierende die Angebote des Studierendenwerks.